# Józef Pomorzkant
Józef Pomorzkant (ur. 16 lutego 1736, zm. 6 maja 1823 w Warszawie) – pijar, kaznodzieja.

## Życiorys
Urodził się w ziemi chełmskiej jako syn księdza greckokatolickiego. Był uczniem szkół pijarskich w Chełmie, po których ukończeniu wstąpił 30 września 1753 do zgromadzenia pijarów i przyjął imię Atanazy. Po odbyciu dwuletniego nowicjatu złożył śluby zakonne w Podolińcu na Spiszu w 1755 r. W latach 1755–1758 studiował w seminariach zakonnych retorykę i filozofię. Po ukończonych studiach rozpoczął pracę nauczycielską. Był profesorem wymowy i poetyki w Warężu, Rzeszowie, Międzyrzeczu, a później prefektem kolegium warszawskiego, rektorem w Radzyminie, Szczuczynie i Łomży. W 1771 powołany został na stanowisko kaznodziei do Krakowa, gdzie w 1775 został kaznodzieją katedralnym. Jego kazania cieszyły się uznaniem i kilka z nich ukazało się drukiem. Jego mowa pogrzebowa wygłoszona 28 stycznia 1786 na pogrzebie Augusta Sułkowskiego została wydana drukiem także w tłumaczeniu na język francuski i niemiecki.

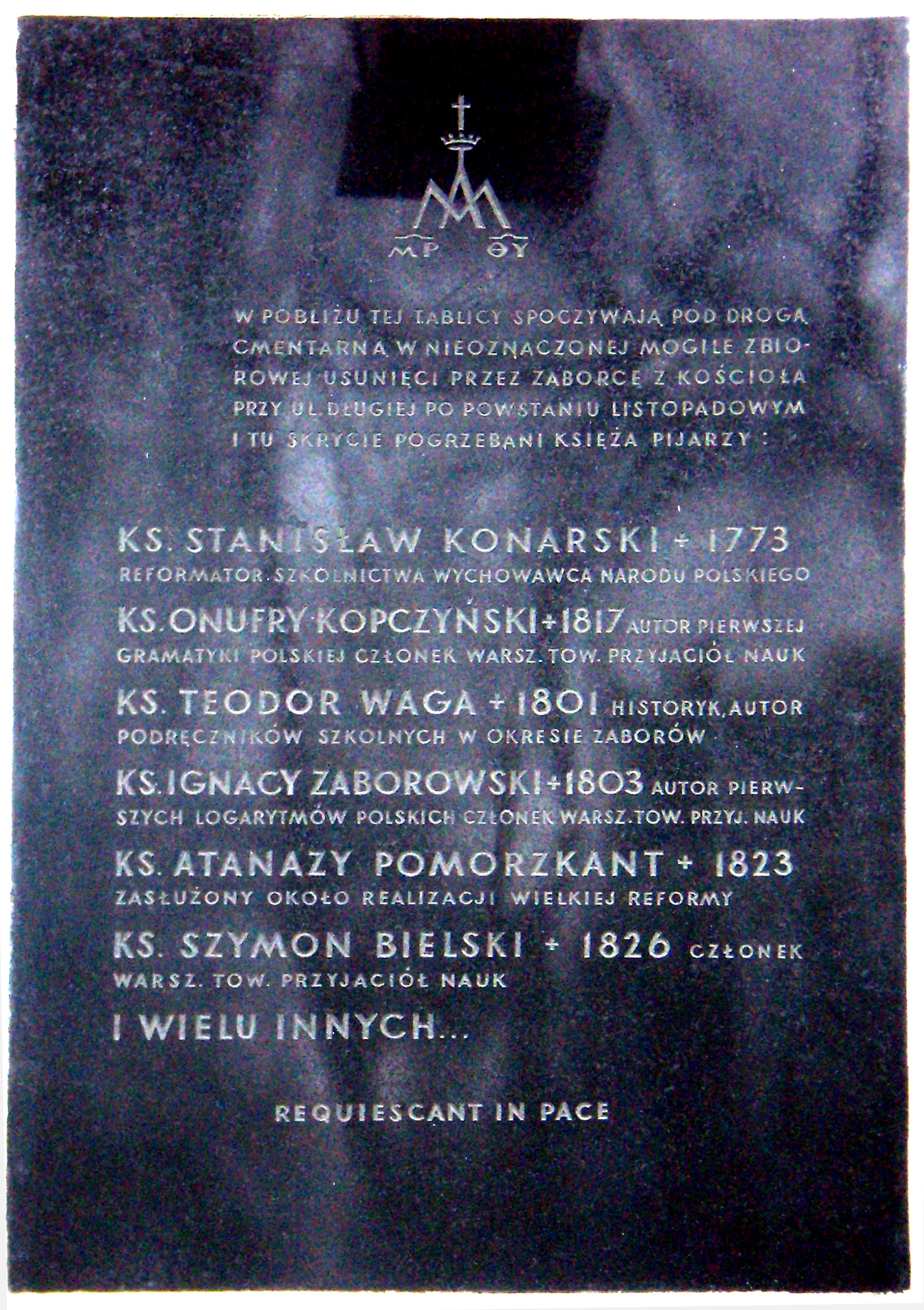
Tablica oznaczająca grób Józefa Pomorzkanta w zbiorowej mogile, Kościół św. Karola Boromeusza, cmentarz Powązkowski

Na starość zamieszkał w kolegium pijarów przy ulicy Długiej w Warszawie. Jako emeryt pracował nad stworzeniem słownika łacińsko-polskiego, lecz prace te zmuszony był przerwać przez chorobę oczu. Przetłumaczył cztery tomy kazań francuskiego kaznodziei ks. J. D. Cochina, lecz nie zostały ono wydane. Opracował pierwszą bibliografię drukowanych pism polskich pijarów, którą doprowadził do roku 1794. Została ona później uzupełniona o biografie i przedłużona do roku 1812 przez ks. Szymona Bielskiego, który wydał ją bezimiennie pod tytułem Vita et scripta quorumdam e Congregatione Cler. Reg. Scholarum Piarum in Provincia Polona professorum, qui operibus editis Patriae et Ecclesiae proficuis nomen suum memorabile fecerunt.
Pochowany został w kościele pijarskim przy ulicy Długiej, lecz w 1834 z powodu przebudowy kościoła na cerkiew, jego szczątki zostały przeniesione na cmentarz Powązkowski, gdzie zostały pogrzebane we wspólnym grobie pijarskim pod jedną z alejek.